# قره داش (شازند)
قره داش روستایی در دهستان مالمیر بخش سربند شهرستان شازند استان مرکزی ایران است.

## جمعیت
بر پایه سرشماری عمومی نفوس و مسکن در سال ۱۳۹۵ جمعیت این روستا ۲۷ نفر (۱۱خانوار) بوده‌است.